# Mehmet Erhan Tanman
Mehmet Erhan Tanman (født 29. marts 1989 i Istanbul, Tyrkiet) er en tyrkisk komponist, pianist, skribent og lærer.
Tanman studerede som barn klaver hos sin fader, men studerede senere komposition og klaver på Mimar Sinan Fine Arts University State Conservatory. Han har skrevet orkesterværker, kammermusik, koncertmusik, elektronisk musik, klaverstykker etc. 
Tanman har vundet mange priser som komponist som feks. Donizetti Classical Music Awards "Young Musician of The Year" (2013)" og Deutsche Welle Composition Prize (2012). Han underviser som lærer i komposition på Kocaeli University State Conservatory. Tanman er også musikskribent på det tyrkiske musikmagasin Andante. 

## Udvalgte værker
- Symfoniske arrangementer af Robert Schumann´s "albummet for de unge" (2004) - for orkester
- "Til minde" (2005) - for orkester
- "Havbølger" (2011) - for orkester
- "Trafikken" (2011-2012) - for orkester
- Marimbakoncert (2014) - for marimba og orkester
- Klarinetkoncert (2014) - for klarinet og orkester